# David Calder

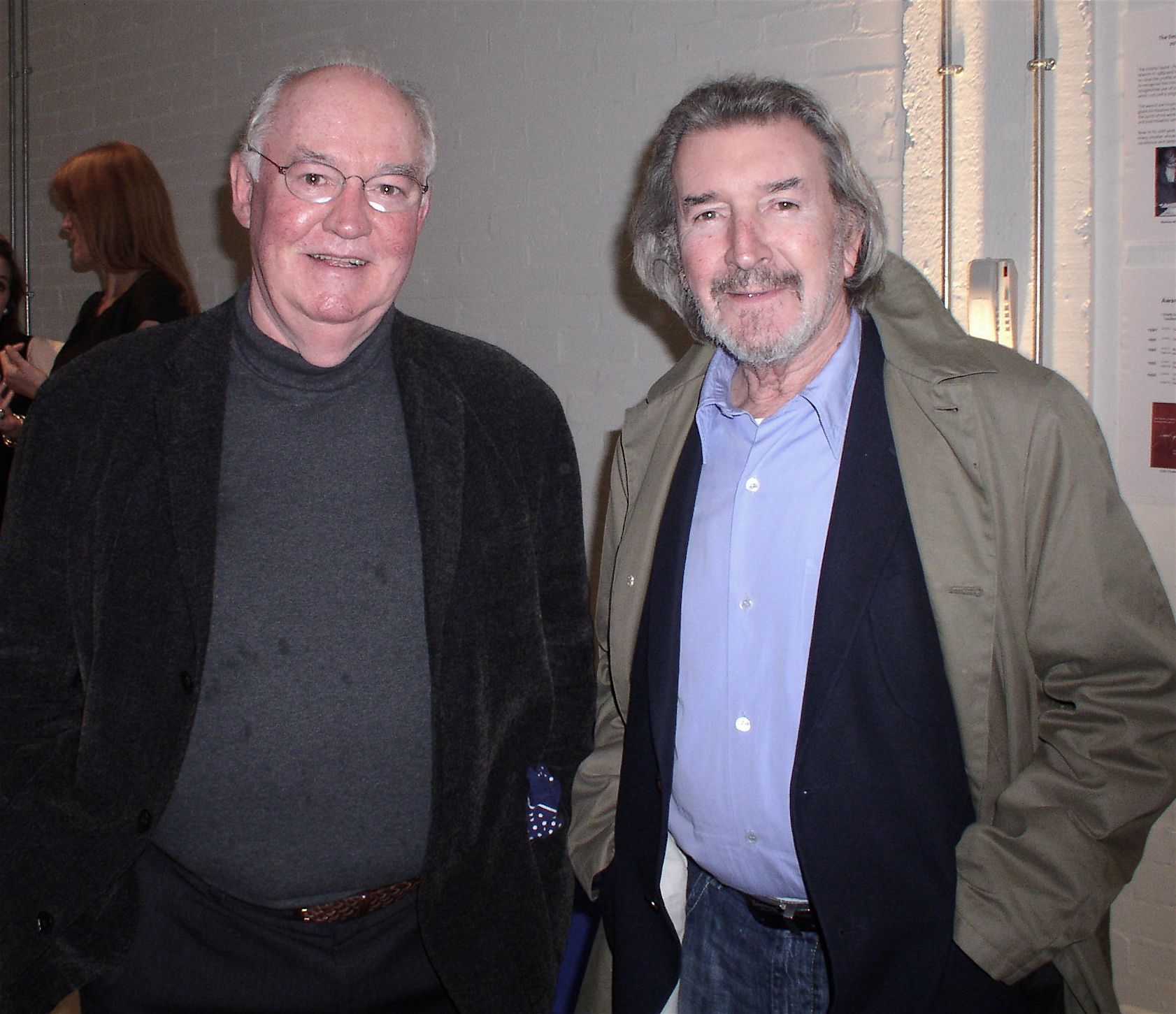
David Calder (links) mit seinem britischen Schauspielkollegen Gawn Grainger

David Calder (* 1. August 1946 in Portsmouth) ist ein britischer Schauspieler. Er absolvierte seine Schauspielausbildung an der Bristol Old Vic Theatre School in Bristol.
Seine bekanntesten Fernsehrollen waren die des George Resnick in der Serie Widows und des Nathan Spring in dem Drama Star Cop. In der Serie Die Profis war er als Inspector neben Ian McDiarmid in der Folge The Madness of Mickey Hamilton zu sehen. 1999 war er in dem James Bond Film Die Welt ist nicht genug als Sir Robert King zu sehen, 2006 als Bischof von Grasse in Das Parfum – Die Geschichte eines Mörders. 2008 spielte er die Rolle des Roger Wilson im Film Die Mumie: Das Grabmal des Drachenkaisers. Seine Filmografie umfasst mehr als 100 Film- und Fernsehproduktionen.
1977 komponierte er erst- und einmalig die Filmmusik zu Schlafende Hunde.

## Filmografie (Auswahl)
- 1978, 1979: Coronation Street (Fernsehserie, 3 Folgen)
- 1979: Die Profis (The Professionals, Fernsehserie, 1 Folge)
- 1984: Der Aufpasser (Minder, Fernsehserie, 1 Folge)
- 1985: Button – Im Sumpf der Atommafia (Defence of the Realm)
- 1987: Jim Bergerac ermittelt (Bergerac, Fernsehserie, 1 Folge)
- 1988: Der Dank des Vaterlandes (Tumbledown)
- 1991: Amerikanische Freundinnen (American Friends)
- 1995: Für alle Fälle Fitz (Cracker, Fernsehserie, 3 Folgen)
- 1999: James Bond 007 – Die Welt ist nicht genug (The World Is Not Enough)
- 2000: The King Is Alive
- 2001: A Murder Ballad (Mr In-Between)
- 2002: Spooks – Im Visier des MI5 (Spooks, Fernsehserie, 1 Folge)
- 2002, 2007: Heartbeat (Fernsehserie, 2 Folgen)
- 2003: Inspector Barnaby (Midsomer Murders) Fernsehserie, Staffel 6, Folge 5: Unglücksvögel (Birds Of Prey)
- 2003: Commander – Eine Frau an der Macht (The Commander)
- 2004: Hustle – Unehrlich währt am längsten (Hustle, Fernsehserie, 1 Folge)
- 2004: Inspector Lynley (The Inspector Lynley Mysteries, Fernsehserie, 1 Folge)
- 2005: Waking the Dead – Im Auftrag der Toten (Fernsehserie, 2 Folgen)
- 2006: Das Parfum – Die Geschichte eines Mörders
- 2008: Die Mumie: Das Grabmal des Drachenkaisers (The Mummy: Tomb of the Dragon Emperor)
- 2009: New Tricks – Die Krimispezialisten (New Tricks, Fernsehserie, 1 Folge)
- 2010: Agatha Christie’s Marple: Fernsehserie, Staffel 5, Folge 3: Die blaue Geranie (The Blue Geranium)
- 2010, 2014: Casualty (Fernsehserie, 2 Folgen)
- 2012: Titanic (Miniserie)
- 2013: Rush – Alles für den Sieg (Rush)
- 2013: The Wrong Mans – Falsche Zeit, falscher Ort (The Wrong Mans, Fernsehserie, 4 Folgen)
- 2013: Mr Selfridge (Fernsehserie, 1 Folge)
- 2014: Inspector Banks (DCI Banks, Fernsehserie, 2 Folgen)
- 2015: Königin der Wüste (Queen of the Desert)
- 2016: Vera – Ein ganz spezieller Fall (Vera, Fernsehserie, 1 Folge)
- 2018: Call the Midwife – Ruf des Lebens (Call the Midwife, Fernsehserie, 1 Folge)
- 2019: Shakespeare & Hathaway – Private Investigators (Fernsehserie, 1 Folge)
- 2024: The Last Front